# Ricardo Rosales (político)
Ricardo Rosales Román (14 de febrero de 1934-2 de enero de 2020) fue un político comunista guatemalteco, líder del Partido Guatemalteco del Trabajo (PGT) desde 1974 hasta 1998. Su nombre de guerra fue Carlos González. Rosales se unió al liderazgo de la URNG en 1986. El PGT se disolvió en 1998 después de la conclusión de la guerra civil del país.

## Biografía
Rosales nació en la Ciudad de Guatemala. Fue elegido para varios puestos de liderazgo de organizaciones estudiantiles mientras estudiaba en la Universidad de San Carlos de Guatemala a fines de los años cincuenta y principios de los sesenta. Se unió al PGT en septiembre de 1963. Tras ingresar al PGT operó en clandestinidad en la 'Juventud Patriótica del Trabajo'.
En 1968 regreso a Guatemala y durante 28 años siguió operando en la lucha armada contra el Estado de Guatemala.
En 1974 fue elegido Secretario General del Comité Central (CC) del PGT y en 1989 conformó la Unidad Revolucionaria Nacional Guatemalteca.
Es signatario de los Acuerdos de Paz de 1996.
Fue elegido miembro del Congreso de Guatemala en la coalición DIA-URNG de 2000 a 2004. A partir de 2009, fue columnista del diario guatemalteco La Hora.
Murió en la ciudad de Guatemala el 2 de enero de 2020 a los 85 años.